# 鳥居忠吉
鳥居 忠吉（とりい ただよし）は、戦国時代の武将。三河松平氏（徳川氏）の家臣。三河碧海郡渡城主。

## 生涯
鳥居忠明の子として誕生。生年は不明だが、死去した時に80余歳と伝えられているため、文明から明応年間（15世紀末）の生まれと推定される。
三河国の戦国大名・松平清康に仕えた。忠吉以前の当主が松平氏に仕えていた事が確認できないため、松平清康が岡崎城に進出したのを機に仕えた「岡崎譜代」と呼ばれる家臣層であったと推定されている。松平宗家は、清康の死後は分家の桜井松平家当主・松平信定に対抗できないほど弱体化し、駿河国の名門・今川氏の傘下に入って命脈を保つ。ところが、天文18年（1549年）に清康の子で主君・広忠が死去したため、その後は新たな幼主・竹千代（後の徳川家康）の身柄が駿府に預けられ、岡崎城は今川氏の管理下に置かれた。
この間、岡崎の治世は今川氏から派遣された城代による統治よりも、忠吉と阿部定吉らとの実務によって成り立っていた。だが、収穫などの富は今川氏への分配が多く、松平党は日々の暮らしにも困窮する。そんな僅かになった収穫であっても、家康が帰参するであろう将来に備えて倹約・蓄財に心血を注いだ事で知られる。阿部が死去すると忠吉の下に、松平家臣団は一段と結束する。貧しさに苦しもうとも、いざ合戦となると、命を惜しまぬ戦いぶりを見せつけた。その忠誠心は後世まで「三河武士」として名声を高めるが、当時の彼らの姿勢や意識は、家康を想う忠吉によって植えつけられた。
永禄3年（1560年）、桶狭間の戦いでは家康に従軍し、今川義元の戦死後、大樹寺（岡崎市）より岡崎城に入った若き主君・家康に、今まで蓄えていた財を見せ、「苦しい中、よくこれだけの蓄えを」と家康に感謝されたという。その後は高齢を理由に岡崎城の留守を守った。忠吉が忠義の老臣であることは朝廷にも知られており、永禄11年（1569年）11月に開かれた後奈良天皇の十三回忌に際して朝廷に献金を行った家康に対して正親町天皇が賞された際に、山科言継がその事を特に鳥居伊賀入道（忠吉）へ書状にて知らせたことが『言継卿記』に記されている。
元亀3年（1572年）に死去。長男・忠宗は天文16年（1547年）の渡の戦いで戦死し、次男・本翁意伯は出家していたため、三男・元忠が家督を相続した。
墓所は、次男・本翁意伯が住職となっていた不退院（愛知県西尾市）。

## 人物
家康への忠臣として描かれる忠吉であるが、苦難の時代に異常なほど財を蓄えていたのは忠吉が「ワタリ（渡り）」（各地へ物品を買い求め売り捌く商工業者）だったためではないかと推測されている。『永禄一揆由来』では「分際宜き買人」とあり、『三州一向宗乱記』では「農商を業とする富裕の者」とあり、鳥居家はかなりの経済力を持っていたようだ。鳥居家は三河碧海郡を居としており、ここは矢作川の水運で栄えた水陸交通の要衝のため、船や馬などの経済活動でかなりの富を蓄えていたと考えられている。

## 演じた俳優
- 宮口精二（『徳川家康』、NHK大河ドラマ、1983年）
- 藤岡琢也（『徳川家康』、TBS、1988年）
- 滝田裕介（『信長 KING OF ZIPANGU』、NHK大河ドラマ、1992年）
- 山本清（『徳川の女』、テレビ東京、1997年）
- イッセー尾形（『どうする家康』、NHK大河ドラマ、2023年）